# Bataille de Nihiriya
 (août 2025).
Guerre Hittito-Assyrienne
En 1265 av. J.-C., à la mort de Hattushili III, son épouse Puduhepa assure la régence pour le compte de Tudhaliya IV (1238-1215) ; celui-ci doit compter avec les intrigues de Mursili III (Urhi-Teshub), qui complote contre lui avec l’appui des Assyriens – lesquels, sous le règne de Tukulti-Ninurta Ier, successeur de Salmanazar, étendent leurs conquêtes à l’est du haut Euphrate et infligent une lourde défaite aux Hittites lors de la bataille de Nihiriya -1230.